# Manga de compañeros de batalla
El manga de compañeros de batalla servía para animar a los soldados que se enlistaban en el ejército japonés durante la Segunda Guerra Mundial, aunque solo eran carteles de propaganda. En la actualidad este género se ha hecho popular entre los niños. En él, los personajes luchan usando monstruos u objetos para pelear, no entran en un combate cuerpo a cuerpo. Algunos mangas incluidos en este género son: Yu-Gi-Oh!, Pokémon, Saikano: Love Story Killed.